# Diadasina paraensis
Diadasina paraensis là một loài Hymenoptera trong họ Apidae. Loài này được Ducke mô tả khoa học năm 1913.